# Маккьюн, Уильям
Уильям Маккьюн (англ. William MacKune; 6 августа 1882, Ливерпуль — 31 августа 1955) — британский гимнаст, бронзовый призёр летних Олимпийских игр 1912 года в командном первенстве.